# Vida Jerman
Vida Jerman (Zagreb, 28. svibnja 1939. – Zagreb, 10. prosinca 2011.) bila je hrvatska kazališna, televizijska i filmska glumica, poliglot.

## Životopis
Rođena je u Zagrebu, gdje je i diplomirala glumu na Akademiji za kazališnu umjetnost, te studirala engleski, talijanski i španjolski na Filozofskom fakultetu.
Kao članica Gradskog kazališta Trešnja igrala je značajne uloge u brojnim predstavama.
Bila je velika ličnost u povijesti zagrebačkog esperanta, dugogodišnja članica Svjetskog esperantskog saveza (UEA) i njegova stručna delegatkinja za kazalište. Od 1973. godine, kada je prvi put nastupila u esperantskoj predstavi pa sve do smrti, Vida je Jerman bila nezaobilazan dio kulturnih programa Svjetskoga kongresa esperantista, koji se jednom godišnje održava u drugoj državi.
Preminula je u Zagrebu, 10. prosinca 2011.

## Nagrade i priznanja
- U lipnju 1997. odlikovana je ordenom Predsjednika Republike Hrvatske za svoj doprinos kazališnoj umjetnosti i za posebne zasluge u predstavljanju hrvatske kulture u zemlji i inozemstvu.[2]

## Filmografija

### Televizijske uloge
- "Stipe u gostima" kao gospođa Mina (2011.)
- "Dolina sunca" kao Vinka (2009. – 2010.)
- "Sve će biti dobro" kao Horvatica (2009.)
- "Zakon!" kao penzionerka #1 (2009.)
- "Odmori se, zaslužio si" kao Hanzijeva žena (2006. – 2009.)
- "Hitna 94" kao Radojkina majka (2008.)
- "Bračne vode" kao gospođa u dućanu (2008.)
- "Zauvijek susjedi" kao Ružica Ferdić (2008.)
- "Ponos Ratkajevih" kao Mildred (2008.)
- "Cimmer fraj" kao Mirna (2007.)
- "Zabranjena ljubav" kao Tamara Perišić (2005. – 2007.)
- "Naša mala klinika" kao Štefica Kunić (2004. – 2007.)
- "Luda kuća" kao Nevenka (2006.)
- "Obični ljudi" kao žena u avionu (2006.)
- "Bibin svijet" kao Piškorićeva žena (2006.)
- "Villa Maria" kao Mitzy Jurak (2004. – 2005.)
- "Zlatni vrč" kao Evelina Mogner (2004.)
- "Naši i vaši" kao Barbara (2001.)
- "Mlakarova ljubav" (1993.)
- "Ashenden" (1991.)
- "Ptice nebeske" (1989.)
- "Dirty Dozen: The Series" kao građanka (1988.)
- "Smogovci" (1982.; 1986.)
- "Inspektor Vinko" (1984.)
- "Jelenko" (1981.)
- "Mačak pod šljemom" (1978.)
- "U registraturi" (1974.)
- "Čovik i po" kao Stana (1974.)

### Filmske uloge
- "Neka ostane među nama" kao konobarica (2010.)
- "Snivaj, zlato moje" kao Concova mama (2005.)
- "Slučajna suputnica" kao gospođa #2 (2004.)
- "Sjećanje na Georgiju" (2002.)
- "Četverored" kao Spiridona Atanašković (1999.)
- "Treća žena" (1997.)
- "Posebna vožnja" (1995.)
- "Vukovar se vraća kući" (1994.)
- "Death Train" kao njemačka doktorica (1993.)
- "Zlatne godine" kao gošća #3 (1993.)
- "Baka Bijela" kao susjeda iz hodnika (1992.)
- "Memories of Midnight" kao Clea (1991.)
- "Papa mora umrijeti" kao gošća na zabavi (1991.)
- "Čaruga" kao Kata (1991.)
- "Sokol ga nije volio" kao Hanžikina žena (1988.)
- "Terevenka" (1987.)
- "Oficir s ružom" kao Ljerka (1987.)
- "The Princess Academy" kao Collettina guvernanta (1987.)
- "Večernja zvona" kao Meirina tetka (1986.)
- "Transylvania 6-5000" kao čuvarica (1985.)
- "Eter" (1985.)
- "The War Boy" kao Antonova mama (1985.)
- "Sofijin izbor" kao SS čuvarica (1982.)
- "Nemir" (1982.)
- "Snađi se, druže" (1981.)
- "Okupacija u 26 slika" (1978.)
- "Little Mother" (1973.)
- "Romance of a Horsethief" kao djevojka (1971.)
- "Maškarada" (1971.)
- "Tko pjeva zlo ne misli" kao gospođica Marijana (1970.)
- "Winnetou and Shatterhand in the Valley of Death" kao djevojka u salonu (1968.)

### Sinkronizacija
- "Gladijatorska akademija" (2010.)
- "Život buba" kao Kraljica (2008.)

## Vanjske poveznice
- Vida Jerman u internetskoj bazi filmova IMDb-u (engl.)
- Stranica na Film.hr  Arhivirana inačica izvorne stranice od 8. lipnja 2011. (Wayback Machine)
- Stranica pri Hrvatskom savezu za esperanto  Arhivirana inačica izvorne stranice od 17. listopada 2012. (Wayback Machine)